# Gobra Nawapara
Gobra Nawapara (también Gobranawapara, Rajim) es una ciudad de la India en el distrito de Raipur, estado de Chhattisgarh.

## Geografía
Se encuentra a una altitud de 293 m s. n. m. a 45 km de la capital estatal, Raipur, en la zona horaria UTC +5:30.

## Demografía
Según estimación 2012 contaba con una población de 33 244 habitantes.